# Stiphidion facetum
Stiphidion facetum és una espècie d'aranyes araneomorfes de la família dels estifídids (Stiphidiidae). Fou descrit per primera vegada per Eugène Simon, l'any 1902.
Aquesta espècie es troba a l'est d'Austràlia i a Nova Zelanda.

## Descripció
El mascle jove holotip mesura 10 mm.

## Galeria
- Epigí
- Palp del mascle